# Sekou Oliseh
Sekou Oliseh (Monróvia, 5 de junho de 1990) é um futebolista profissional liberiano, que atua como meia-atacante.

## Carreira

### Midtjylland
Oliseh foi observado no futebol nigeriano, e levado ao 	Midtjylland, da dinarmarca, no clube se profissionalizou em 2008. Fazendo cinco partida na liga pelo Midtjylland,

### CSKA Moscou
Se transferiu ao CSKA em 2009.